# Шахта «Зарічна»
ДВАТ Шахта «Зарічна» (до 2001 року Шахта № 7 «Великомостівська») — вугільна шахта в Україні, відокремлений підрозділ державного підприємства ВО ДКХ «Львіввугілля» у  Львівсько-Волинському кам'яновугільному басейні. Розташована у селі Сілець, Сокальського району Львівської області.

## Опис
Введена в експлуатацію 1970 року як шахта № 7 «Великомостівська» (№ 7 «ВМ»). 1996 року наказом Міністерства вугільної промисловості її перетворено в Державне відкрите акціонерне товариство (ДВАТ) "Шахта № 7 «Великомостівська». 2001-го перейменовано у "Шахта «Зарічна», а 2003-го приєднано до ДП «Львіввугілля» як відокремлений підрозділ шахта «Зарічна» (без статусу юридичної особи).
Фактичний видобуток вугілля 2138/500 т/добу (1990/2009). У 2003 р. видобуто 177 тис. т вугілля. Максимальна глибина 510/485 м (1990/1999). Протяжність підземних виробок 60/32 км (1990/2009).
Розробляє пласт nв
7 потужністю 0,65-0,75 м з кутом падіння 0-3о. Кам'яне вугілля марки «Ж».
Запаси: балансові (станом на січень 2014) — 6888 тисяч тонн; промислові — 50 тисяч тонн; підготовлені — 50 тисяч тонн. Проектна потужність — 800 000 тонн. Встановлена виробнича потужність на 1.01.2010 р.- 300 000 тонн в рік.
Кількість очисних вибоїв — 5/1, підготовчих 7/1 (1990/2008).
Кількість працівників: 1406/953 чол., з них підземних 1028/602 чол. (1990/1999). Натомість у 2013 році на шахті працювали 613 осіб, з них персонал основної діяльності — 536 осіб.
Проммайданчик займає 43,5145 га, два відстійники (64,3442 га та 2,0154 га), залізнична колія: 2,4340 га, 0,3714 га, 0,1395 га та 0,9679 га.
Рівень завантаженості виробничих потужностей у 2011 році становив 50,1 %, у 2012 — 38,7 %, у 2013—111,6 %.
Прибуток із врахуванням витрат за 2011 рік становив 33 410 тис. грн, за 2012 — 39 520 тис. грн, за 2013 — 33 698 тис. грн.
Амортизація основних засобів становить 76 %.
Адреса: 80080, Сокальський район, Львівської область, с. Сілець, присілок Копані, вул. Климіва «Легенди», 40.
В.о. директора – Ільницький Віталій Іванович
В.о. головного інженера - Лобай Тарас Васильович